# 스테로포돈
스테로포돈(학명: Steropodon)은 지금으로부터 약 1억 5백만 년 전 중생대 백악기 전기에 살았을 것으로 추정되는 절멸한 단공류로, 오늘날의 오리너구리의 조상으로 볼 수 있다. 전체 몸 길이는 약 40 cm~50 cm, 체중은 200g정도 나갔을 것으로 보인다. 이빨은 5mm~7mm정도이고, 이빨의 폭은 3mm~4mm이다. 학명은 '단단한 이빨의 오리주둥이'라는 의미를 갖고 있다.

## 같이 보기
- 단공류